# Episodi di Almost Never (prima stagione)
La prima stagione della serie televisiva Almost Never è andata in onda nel Regno Unito il 15 gennaio 2019 sull'emittente CBBC. In Italia la serie è uscita su DeaKids il 10 dicembre 2021.
| n° | Titolo originale | Titolo italiano      | Prima TV UK     | Prima TV Italia  |
| -- | ---------------- | -------------------- | --------------- | ---------------- |
| 1  | The Spotlight    | Spotlight            | 15 gennaio 2019 | 10 dicembre 2021 |
| 2  | The Concert      | Il concerto          | 15 gennaio 2019 | 10 dicembre 2021 |
| 3  | The Single       | Il singolo           | 15 gennaio 2019 | 10 dicembre 2021 |
| 4  | The Photo        | La foto              | 15 gennaio 2019 | 17 dicembre 2021 |
| 5  | The Squid        | Il calamaro          | 15 gennaio 2019 | 17 dicembre 2021 |
| 6  | The Middle Eight | L'intermezzo         | 15 gennaio 2019 | 17 dicembre 2021 |
| 7  | The Live Lounge  | Lo show dal vivo     | 15 gennaio 2019 | 24 dicembre 2021 |
| 8  | The Birthday     | Il compleanno        | 15 gennaio 2019 | 24 dicembre 2021 |
| 9  | The Chicken      | L'appuntamento       | 15 gennaio 2019 | 24 dicembre 2021 |
| 10 | The Ice Cream    | Il gelato            | 15 gennaio 2019 | 31 dicembre 2021 |
| 11 | The Boxing       | L'incontro di boxe   | 15 gennaio 2019 | 31 dicembre 2021 |
| 12 | The Lost Guitar  | La chitarra smarrita | 15 gennaio 2019 | 31 dicembre 2021 |
| 13 | The Prom         | Il ballo             | 15 gennaio 2019 | 31 dicembre 2021 |